# Libero Marchini
Libero Marchini   (Castelnuovo Magra, 31 d'octubre de 1914 - Trieste, 1 de novembre de 2003) fou un futbolista italià que va competir durant les dècades de 1930 i 1940.
El 1936 va prendre part en els Jocs Olímpics d'Estiu de Berlín, on guanyà la medalla d'or en la competició de futbol. Va disputar cinc partits amb la selecció italiana, quatre durant els Jocs Olímpics i un amistós a finals de 1936.
A nivell de clubs jugà en diferents equips italians, la US Carrarese (1931-1933 i 1941-1943), AC Fiorentina (1933-1934), Genoa 1893 (1934-1935), Lucchese Libertas (1935-1937 i 1940-1941), Lazio (1937-1939) i AC Torino (1939-1940).